# Krymsk
Krymsk (rusky Крымск) je město v Krasnodarském kraji v Ruské federaci. Při sčítání lidu v roce 2010 měl přibližně sedmapadesát tisíc obyvatel.

## Poloha
Krymsk leží na Adagumu, levém přítoku Kubáně. Od Krasnodaru, správního střediska kraje, je vzdálen 87 kilometrů západně. Nejbližší město v okolí je Abinsk ležící přibližně patnáct kilometrů jihovýchodně.

## Dějiny
Krymsk byl založen v roce 1862 jako stanice Krymskaja. Na Krymsk byl přejmenován až v roce 1958 zároveň s povýšením na město.
Za druhé světové války byl Krymsk od srpna 1942 do 5. května 1943 obsazen německou armádou.